# Associazione Cinese per la Promozione della Democrazia
L'Associazione Cinese per la Promozione della Democrazia (中国民主促进会S, Zhōngguó mínzhǔ cùjìn huìP) è uno degli otto partiti politici legalmente riconosciuti nella Repubblica Popolare Cinese che seguono la direzione del Partito Comunista Cinese ed è membro della Conferenza politica consultiva del popolo cinese. Fu costituito il 12 dicembre 1945.
Dal 2017 il leader del partito è Cai Dafeng.

## Leader
1. Ma Xulun (马叙伦) (1949-1958)
2. Zhou Jianren (周 建 人) (1979-1984)
3. Ye Shengtao (叶圣陶) (1984-1987)
4. Lei Jieqiong (雷洁琼) (1987-1997)
5. Xu Jialu (许嘉璐) (1997-2007)
6. Yan Junqi (严 隽 琪) (2007-2017)
7. Cai Dafeng (蔡达峰) (2017-oggi)